# Gaillet
Pour l’article ayant un titre homophone, voir Gayet.
Galium
Genre
Classification APG II (2003)
Les gaillets sont des plantes herbacées, vivaces, de la famille des Rubiacées appartenant au genre Galium, dont quelques-unes sont également appelées « caille-lait ».  Ce genre (botanique) regroupe plus de 650 espèces dans le monde, dont au moins 45 en Europe ; est une plante herbacée vivace, originaire d’Europe et d’Asie, et couramment utilisée dans la médecine traditionnelle de nombreux pays et pour une grande variété de traitements.
Certaines espèces sont considérées comme adventices volontiers envahissantes, notamment dans les milieux eutrophes ou dystrophes, dont elles sont un des indicateurs possibles.
Les feuilles et tiges de certaines espèces sont couvertes de minuscules crochets qui leur permettent de s'accrocher aux autres végétaux, mais aussi à la peau et aux tissus à la manière du Velcro.
Tous les gaillets sont comestibles. Mais certains sont désagréables crus (à cause de leurs minuscules crochets siliceux) et/ou d'une saveur qui peut être amère.

## Étymologie
Une croyance populaire répandue, mais invalidée par de nombreux auteurs,, allègue la présence d'une enzyme permettant de faire cailler le lait alors que cette plante (ou sa fleur ou sa racine selon Monique Dembreville en 1999) n'était utilisée qu'additionnée à une présure souvent d'origine animale, probablement pour aromatiser le fromage. Cette propriété serait à l'origine de l'étymologie populaire « caille-lait », issue du nom de genre Galium (du grec gala, galaktos signifiant « lait »).

## Génétique
Les espèces de gaillet sont nombreuses, formant le plus grand des genres botaniques de la tribu Rubieae, avec (en 2018) 667 espèces réparties de par le monde.
Le genre Galium (comme la plupart de ses sections) est non-monophylétique : presque tous les gaillets appartiennent à trois grands clades mélangés à d'autres genres du groupe  Galium s.l. (sauf Galium paradoxum Maxim., 1re lignée divergente trouvée dans le groupe Galium s.l., ensuite traitée comme un nouveau genre (Pseudogalium L.-E. Yang, Z.-L. Nie & H. Sun, gen. nov.). 
1. un premier clade est le Galium ss : il ne contient que des espèces de Galium, généralement à six feuilles ou plus par verticille, trouvées surtout dans l'Ancien Monde[1] ;
2. un second clade contient quelque espèces (G. maximowiczii ; Asperula. Glabella et Microphysa)[1] ;
3. un troisième clade comprend des taxons purement Galium, mais n'ayant généralement que quatre feuilles par verticille, trouvés dans le Nouveau et l'Ancien Monde[1].

Microphysa est un genre monotypique devant encore être clarifié (pour ses liens phylogénétiques encore confus avec plusieurs taxons spécifiques trouvés en Chine.

## Description
Les feuilles des Gaillets sont en apparence verticillées par suite de la transformation des stipules en feuilles ordinaires (pseudo-verticille résultant de la multiplication des stipules). Leurs tiges ont souvent une section carrée.
Selon Li-E Yang et ses collègues (2018) « Contrairement aux inférences antérieures, la combinaison de feuilles opposées associées à deux stipules est proposée comme caractéristique ancestrale du Galium s.l. groupe et même la tribu. De plus, les formes des différents types de corolles et d'inflorescences sont importantes pour distinguer certains taxons au sein des Rubieae ».

## Plante-hôte
Les papillons de nuit (hétérocères) suivants (classés par famille) se nourrissent de gaillet :
- Famille des Geometridae :
  - Géomètre à barreaux (Chiasmia clathrata),
  - Mélanippe de l'alchemille (Epirrhoe alternata),
  - Phalène ocellée (Cosmorhoe ocellata)
- Famille des Sphingidae :
  - Grand sphinx de la vigne (Deilephila elpenor),
  - Moro-sphinx (Macroglossum stellatarum),
  - Petit sphinx de la vigne (Deilephila porcellus),
  - Sphinx bombyliforme (Hemaris tityus),
  - Sphinx de la garance (Hyles gallii),
  - Sphinx livournien (Hyles livornica),
  - Sphinx phœnix (Hippotion celerio),
  - Sphinx chauve-souris (Hyles vespertilio).

## Utilisations

### Usages alimentaires
Les jeunes pousses tendres et les feuilles des gaillets sont comestibles, crues en salade.
Les fruits/graines de certains gaillets, une fois torréfiées ont été utilisées comme succédané de café.

### Usages médicinaux
Des gaillets ont connu (ou connaissent encore) de nombreux usages médicinaux : par exemple : 
- en traitement exogène de la peau et des muqueuses, contre le psoriasis[9] et en traitement externe de plaies mal cicatrisées[10] ; le G. album Mill., dit « gaillet blanc » ou « gaillet des haies », est cité par la médecine populaire (albanaise notamment) pour la cicatrisation des plaies et des inflammations gingivales[11] notaient Andrei Mocan et ses collaborateurs en 2019[12];
- en « tisane diurétique pour la guérison de la pyélite ou la cystite »[9], contre l'irritation de la vessie et des reins, selon Andrei Mocan et ses collègues (2019), Galium verum[10] ;
- comme cholérétique, antidiarrhéique dans la médecine traditionnelle de Turquie[10] ;
- comme analgésique[13]
- comme antirhumatismal (en Roumanie)[14] ;
- contre l'épilepsie et l'hystérie (dans la médecine traditionnelle du Monténégro)[10], et comme sédatif[10] (médecine traditionnelle turque).
- « les parties aériennes coupées et séchées de la plante, ‘Herba gallii verii’, sont utilisées à des fins homéopathiques »[9]

Des travaux récents ont confirmé des activités antibactérienne, antifongique, antiparasitaire et antioxydante de plantes de ce genre botanique,. On évoque aussi des effets neuroprotecteurs et anticonvulsifs, antiparasitiques (pour le Galium mexicanum).
Des recherches portent sur leurs teneurs en molécules d'intérêt (dont en anthraquinones et en antioxydants), ainsi que sur les meilleures méthodes d'extraction (par exemple assistée par ultrasons ou par micro-ondes). À titre d'exemple : parmi 5 espèces de Galiums testés (G. verum, G. album, G. rivale, G. pseudoaristatum et G. purpurum), « les extraits de parties aériennes de Galium purpureum et de Galium verum ont montré respectivement la teneur totale en phénols  et en flavonoïdes la plus élevée (...) Les extraits de G. purpureum et de G. verum ont montré respectivement la teneur totale en phénols et en flavonoïdes la plus haute. L'extrait le plus puissant en termes de capacité antioxydante a été obtenu à partir de G. purpureum, tandis que l'extrait obtenu à partir de G. album avait l'effet inhibiteur le plus puissant contre la tyrosinase ».

### Autres usages
- Certains extraits de gaillet sont de composants de plusieurs formulations de produits cosmétiques en Roumanie[14] ;
- Les parties aériennes séchées de gaillets « servaient à rembourrer les matelas »[21] ;
- les fleurs de certains gaillet auraient servi à coaguler le lait pour la fabrication du fromage, d'où son nom de caille-lait.

## Phytopathologies, parasitoses
Les gaillets (Galium spp.) peuvent être attaqués par plusieurs oïdiums (de la famille de Erysiphaceae qui regroupe de nombreux micro champignons parasite (obligatoirement biotrophes) affectant le angiospermes). Il a été récemment constaté que l'« oïdium du gaillet » est en réalité composée d'au moins quatre espèces différentes, à savoir. Neoerysiphe galii, Golovinomyces orontii, G. riedlianus et une espèce jusqu'alors inconnue collectés en Argentine, baptisée Golovinomyces calceolariae.
Ils peuvent aussi être parasités par de petits arthropodes y formant des gales. 

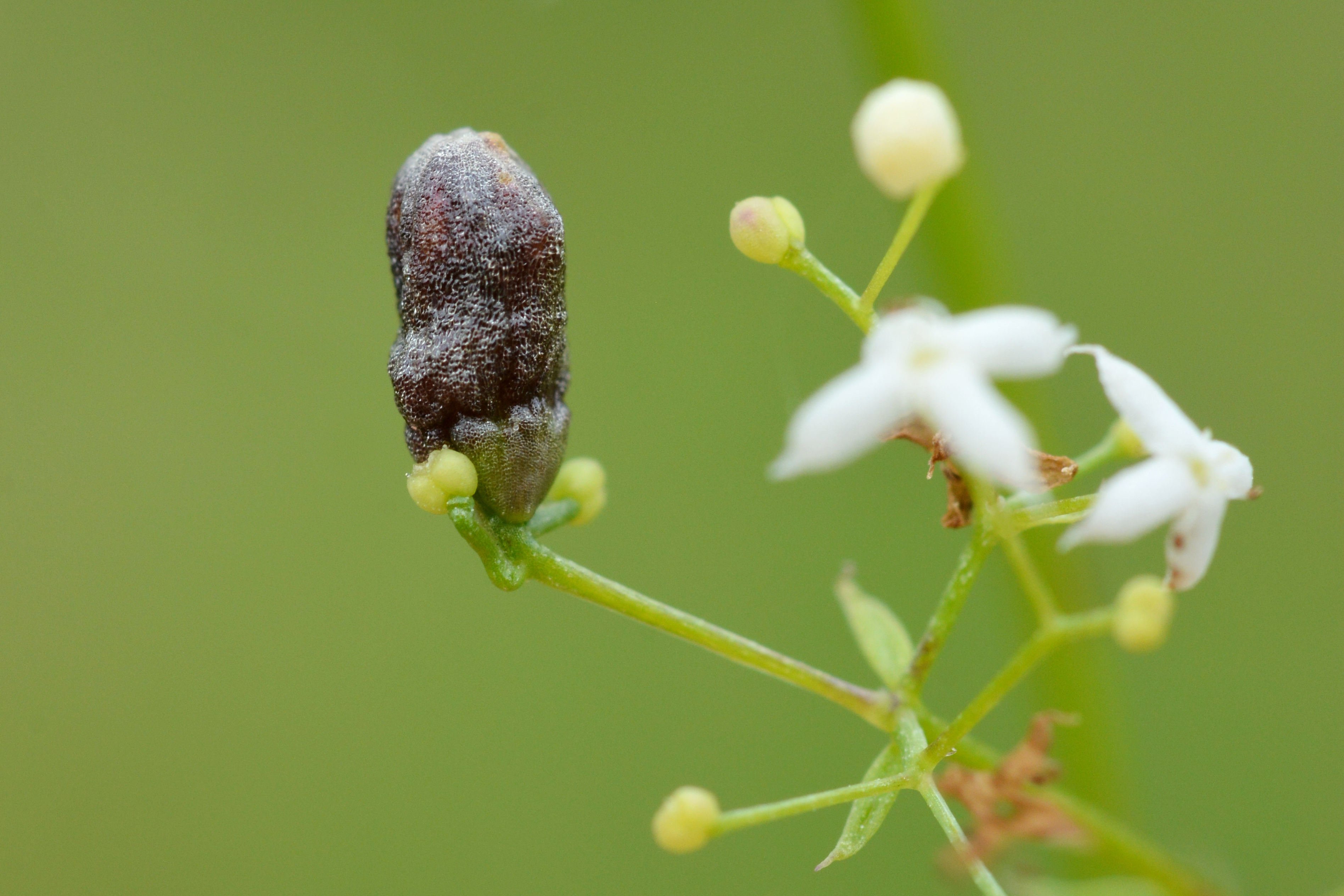
Galle de Schizomyia galiorum
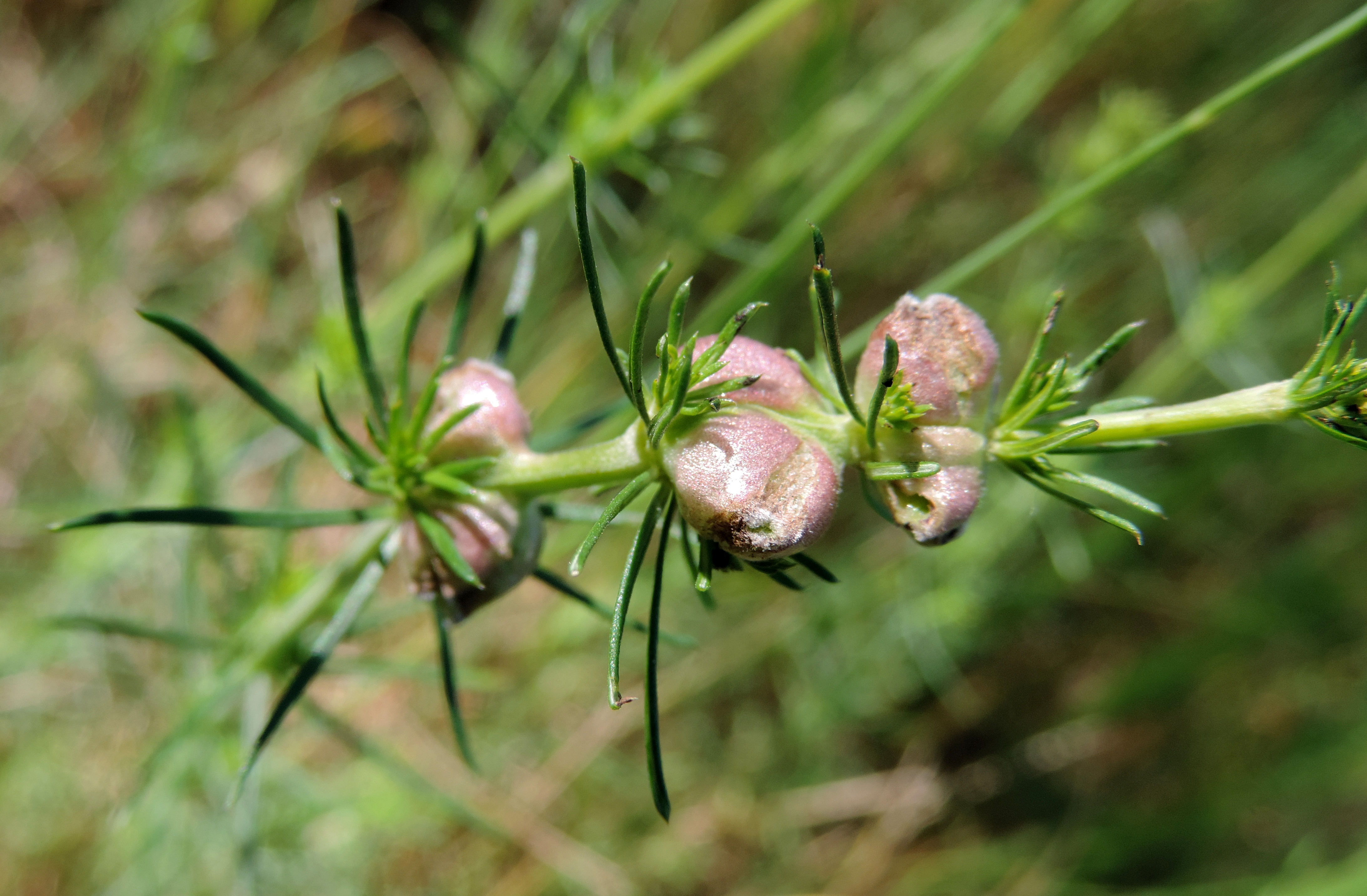
Galle de Geocrypta galii
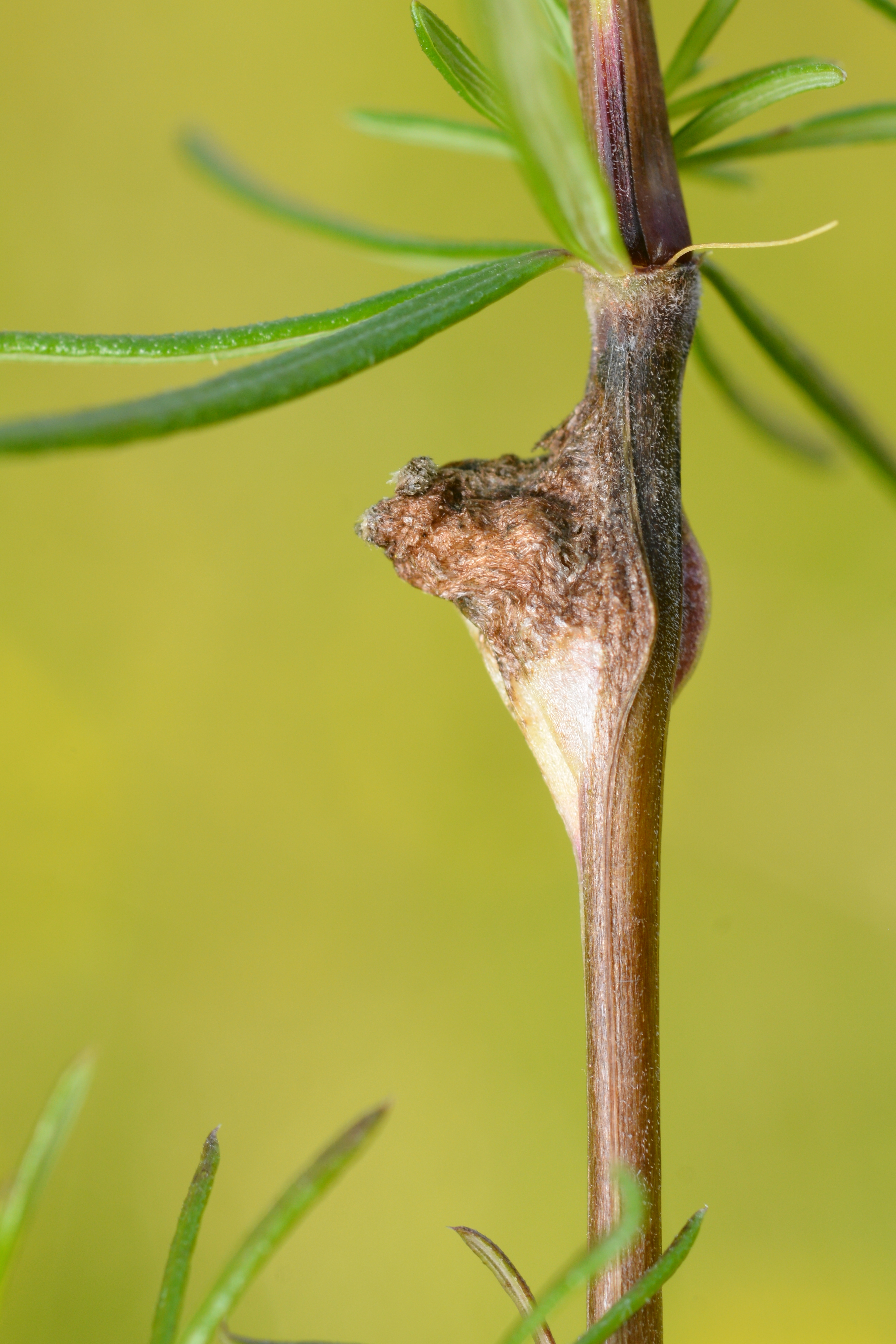
Galle de Geocrypta galii
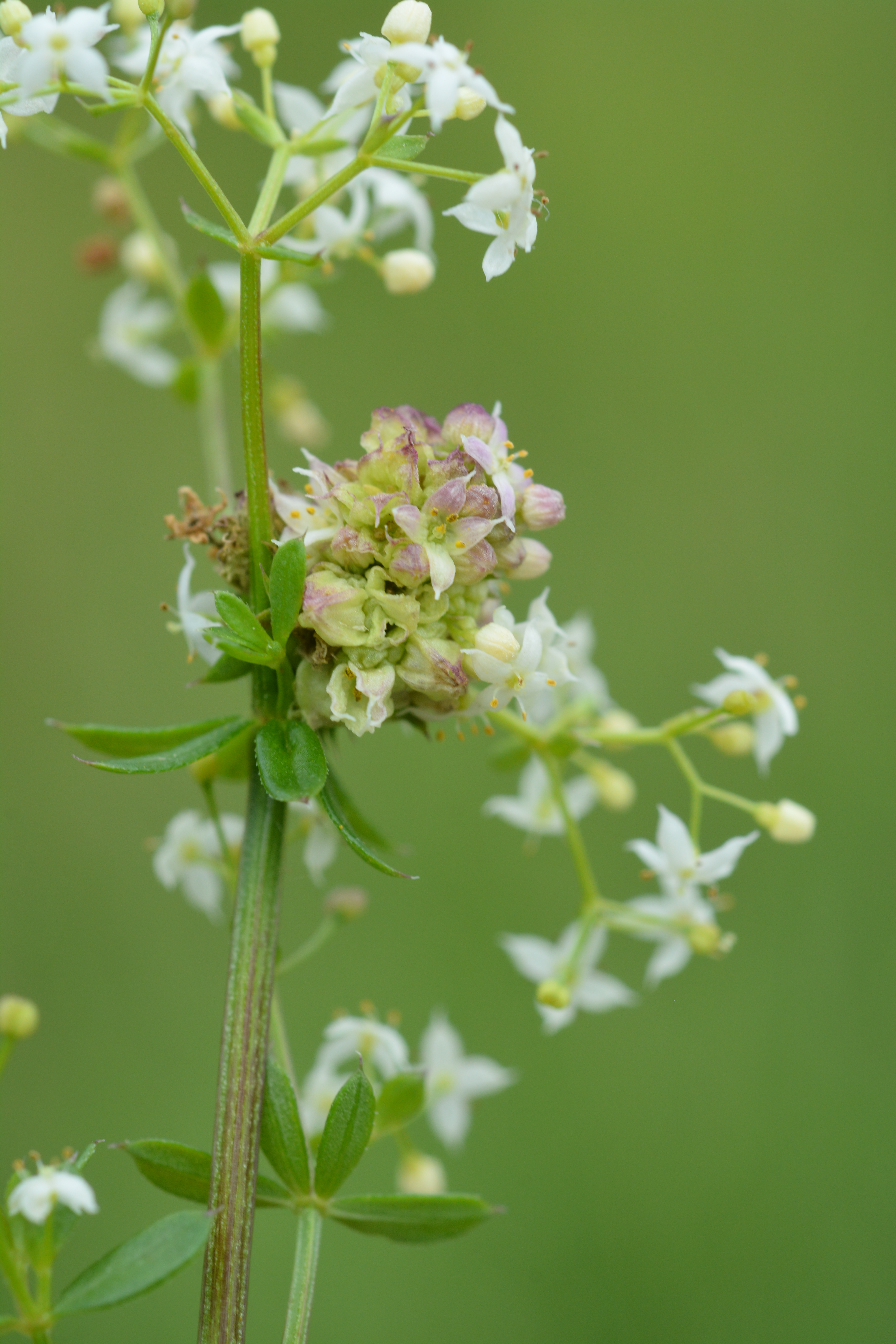
Galles de Geocrypta galii

## Recherche
Des travaux de recherche portent sur l'intérêt médicinal des gaillets, ainsi que sur la possibilité de les identifier plus facilement, via des critères morphologiques, mais aussi via des marqueurs moléculaires.

## Dénominations et systématique

### AsperulaetGalium
Les genres Asperula et Galium ont à l'origine été distingués sur la base de la morphologie de la corolle. Mais même après plusieurs tentatives de redéfinition de ces deux genres sur d'autres bases, morphologiques (notamment la présence ou non de bractéoles) ou génétiques (analyses d’ADN), leur taxonomie n'était toujours pas résolue en 2010.

### Principales espèces
Flore européenne :
- Galium album Mill. — gaillet blanc
- Galium anisophyllon — gaillet à feuilles inégales
- Galium aparine L. — gaillet gratteron
- Galium arenarium Loisel. — gaillet des sables
- Galium aristatum L. — gaillet aristé
- Galium asprellum Michx. — gaillet piquant
- Galium boreale L. — gaillet boréal
- Galium cespitosum Lam. — gaillet gazonnant
- Galium cinereum All. — gaillet cendré
- Galium cometerhizon Lapeyr. — gaillet à racines chevelues
- Galium corrudifolium Vill. — gaillet à feuilles d'asperge
- Galium corsicum Spreng. — gaillet de Corse
- Galium cruciata Scop. - gaillet croisette
- Galium debile Desv. — gaillet faible
- Galium divaricatum Pourr. ex Lam. — gaillet divariqué
- Galium glaucum L. — gaillet glauque
- Galium laevigatum L. — gaillet lisse
- Galium lucidum All. — gaillet luisant
- Galium maritimum L. — gaillet maritime
- Galium minutulum Jord. — gaillet nain
- Galium mollugo L. — caille-lait blanc, gaillet mollugine
- Galium murale (L.) All. — gaillet des murs
- Galium neglectum Le Gall ex Gren. — gaillet négligé
- Galium obliquum Vill. — gaillet oblique
- Galium odoratum (L.) Scop. — gaillet odorant
- Galium palustre L. — gaillet des marais
- Galium parisiense L. — gaillet de Paris
- Galium pinetorum Ehrend. — gaillet des pineraies
- Galium pumilum Murray — gaillet rude, gaillet en ombelle
- Galium pusillum L. — gaillet fluet, petit gaillet
- Galium pyrenaicum Gouan — gaillet des Pyrénées
- Galium rotundifolium L. — gaillet à feuilles rondes
- Galium rubioides L. — gaillet fausse-garance
- Galium saxatile L. — gaillet des rochers ou Gaillet du Hartz
- Galium spurium L. — gaillet bâtard
- Galium sylvaticum L. — gaillet des forêts
- Galium tricornutum Dandy — gaillet à trois cornes
- Galium trifidum L. — gaillet trifide
- Galium uliginosum L. — gaillet aquatique
- Galium verrucosum Huds. — gaillet verruqueux
- Galium verticillatum Danthoine ex Lam. — gaillet verticillé
- Galium verum L. — caille-lait jaune, gaillet vrai

Selon World Checklist of Selected Plant Families (WCSP) (11 mars 2012) :
- Galium abaujense Borbás (1896)
- Galium abruptorum Pomel (1874)
- Galium absurdum Krendl (1986-1987 publ. 1987)
- Galium achurense Grossh. (1950)
- Galium acrophyum Hochst. ex Chiov. (1911)
- Galium acuminatum Ball (1873)
- Galium acutum Edgew. (1846)
- Galium adhaerens Boiss. & Balansa (1856)
- Galium advenum Krendl (1986-1987 publ. 1987)
- Galium aegeum (Stoj. & Kitam.) Ancev (1975)
- Galium aetnicum Biv. (1816 publ. 1818)
- Galium afropusillum Ehrend., Österr. Akad. Wiss., Math.-Naturwiss. Kl., Sitzungsber., Abt. 1 (1960)
- Galium agrophilum Krendl (1986-1987 publ. 1987)
- Galium aladaghense Parolly (1995)
- Galium × albertii Rouy (1903)
- Galium albescens Hook.f. (1847)
- Galium album Mill. (1768)
- Galium amatymbicum Eckl. & Zeyh. (1837)
- Galium amblyophyllum Schrenk (1841)
- Galium amorginum Halácsy (1901)
- Galium andrewsii A.Gray (1865)
- Galium andringitrense Homolle ex Puff (1982)
- Galium anfractum Sommier & Levier (1894)
- Galium anguineum Ehrend. & Schönb.-Tem. (1991)
- Galium angulosum A.Gray (1876)
- Galium angustifolium Nutt. (1841)
- Galium angustissimum (Hausskn. ex Bornm.) Ehrend. (1948)
- Galium anisophyllon Vill. (1779)
- Galium ankaratrense Homolle ex Puff (1982)
- Galium antarcticum Hook.f. (1846)
- Galium antitauricum Ehrend. (1958)
- Galium antuneziae Dempster (1988)
- Galium aparine L. (1753)
- Galium aparinoides Forssk. (1775)
- Galium aragonesii Sennen (1936)
- Galium araucanum Phil. (1894)
- Galium arenarium Loisel. (1806)
- Galium arequipicum Dempster (1990)
- Galium aretioides Boiss. (1843)
- Galium argense Dempster & Ehrend. (1965)
- Galium aristatum L. (1762)
- Galium arkansanum A.Gray (1883)
- Galium armenum Schanzer (1997)
- Galium ascendens Willd. ex Spreng. (1824)
- Galium aschenbornii Schauer (1847)
- Galium asparagifolium Boiss. & Heldr. (1859)
- Galium asperifolium Wall. (1820)
- Galium asperuloides Edgew. (1846)
- Galium asprellum Michx. (1803)
- Galium atherodes Spreng. (1827)
- Galium atlanticum Pomel (1874)
- Galium aucheri Boiss. (1843)
- Galium auratum Klokov (1961)
- Galium australe DC. (1830)
- Galium austriacum Jacq. (1773)
- Galium avascense Krendl (1986-1987 publ. 1987)
- Galium azerbayjanicum Ehrend. & Schönb.-Tem. (1991)
- Galium azuayicum Dempster (1982)
- Galium babadaghense Y?ld. (2010)
- Galium baeticum (Rouy) Ehrend. & Krendl (1974)
- Galium baghlanense Ehrend. & Schönb.-Tem. (2005)
- Galium baillonii Brandza (1881)
- Galium baldense Spreng. (1813)
- Galium baldensiforme Hand.-Mazz. (1936)
- Galium balearicum Briq. (1908)
- Galium × barcinonense Sennen (1928 publ. 1929)
- Galium basalticum Ehrend. & Schönb.-Tem. (1979)
- Galium baytopianum Ehrend. & Schönb.-Tem. (1979)
- Galium beckhausianum G.H.Loos (2010)
- Galium belizianum Ortega Oliv., Devesa & Rodr.Riaño (2004)
- Galium bellatulum Klokov (1961)
- Galium bermudense L. (1753)
- Galium bifolium S.Watson (1871)
- Galium bigeminum Griseb. (1874)
- Galium binifolium N.A.Wakef. (1955)
- Galium blinii H.Lév. (1915)
- Galium boissierianum (Steud.) Ehrend. & Krendl (1974)
- Galium bolanderi A.Gray (1868)
- Galium boreale L. (1753)
- Galium boreoaethiopicum Puff (1989)
- Galium bornmuelleri Hausskn. ex Bornm., Mitth. Thüring. Bot. Vereins, n.f. (1904)
- Galium bourgaeanum Coss. ex Batt. (1919)
- Galium boyacanum Dempster (1981)
- Galium brachyphyllum Schult. (1827)
- Galium bracteatum Boiss. (1843)
- Galium bredasdorpense Puff (1978)
- Galium brenanii Ehrend. & Verdc. (1973 publ. 1974)
- Galium brevifolium Sm. (1806)
- Galium breviramosum Krendl (1986-1987 publ. 1987)
- Galium brockmannii Briq. (1907)
- Galium broterianum Boiss. & Reut. (1842)
- Galium brunneum Munby (1847)
- Galium bryoides Merr. & L.M.Perry (1945)
- Galium buchtienii Dempster (1990)
- Galium × buekkense Hulják (1927 publ. 1928)
- Galium bullatum Lipsky (1894)
- Galium bulliforme I.Thomps. (2009)
- Galium bungei Steud., Nomencl. Bot., ed. 2 (1840)
- Galium bungoniense I.Thomps. (2009)
- Galium buschiorum Mikheev (1993)
- Galium bussei K.Schum. & K.Krause (1907)
- Galium buxifolium Greene, Bull. Calif. Acad. Sci. 2(6): 150, 400 (1886)
- Galium cajamarcense Dempster (1988)
- Galium californicum Hook. & Arn. (1839)
- Galium caminianum Schult. (1827)
- Galium campanelliferum Ehrend. & Schönb.-Tem. (1979)
- Galium campylotrichum Nazim. & Ehrend. (1987)
- Galium canescens Kunth (1819)
- Galium cankiriense Y?ld. (2010)
- Galium canum Req. ex DC. (1830)
- Galium capense Thunb. (1794)
- Galium capitatum Bory & Chaub. (1838)
- Galium cappadocicum Boiss. (1843)
- Galium caprarium Natali (1998)
- Galium capreum Krendl (1986-1987 publ. 1987)
- Galium carmenicola Dempster (1975)
- Galium × carmineum Beauverd (1937)
- Galium carterae Dempster (1970)
- Galium caspicum Steven (1829)
- Galium cassium Boiss. (1849)
- Galium catalinense A.Gray (1886)
- Galium × centroniae Cariot (1879)
- Galium ceratoamanianum Ehrend. (1952)
- Galium ceratocarpon Boiss. (1843)
- Galium ceratophylloides Hook.f. (1881)
- Galium ceratopodum Boiss. (1843)
- Galium cespitosum Lam. (1792)
- Galium chaetopodum Rech.f., Ark. Bot., n.s. (1950)
- Galium chekiangense Ehrend. (2010)
- Galium chloroionanthum K.Schum. (1901)
- Galium chloroleucum Fisch. & C.A.Mey. (1835)
- Galium ciliare Hook.f. (1847)
- Galium cilicicum Boiss. (1856)
- Galium cinereum All. (1773)
- Galium circae Krendl (1986-1987 publ. 1987)
- Galium circaezans Michx. (1803)
- Galium clausonis Pomel (1874)
- Galium clementis Eastw. (1933)
- Galium cliftonsmithii (Dempster) Dempster & Stebbins (1965)
- Galium collomiae J.T.Howell (1949)
- Galium coloradoense W.Wight (1900)
- Galium comari H.Lév. & Vaniot (1907)
- Galium comberi Dempster (1980)
- Galium cometerhizon Lapeyr., Hist. Pl. Pyrénées (1818)
- Galium compactum Ehrend. & McGill. (1983)
- Galium concatenatum Coss. (1849)
- Galium concinnum Torr. & A.Gray (1841)
- Galium confertum Royle ex Hook.f. (1881)
- Galium conforme Krendl (1986-1987 publ. 1987)
- Galium consanguineum Boiss. (1846)
- Galium coriaceum Bunge (1829)
- Galium cornigerum Boiss. & Hausskn. (1875)
- Galium coronadoense Dempster (1973)
- Galium correllii Dempster (1968)
- Galium corsicum Spreng. (1827)
- Galium corymbosum Ruiz & Pav. (1798)
- Galium cossonianum Jafri (1979)
- Galium cotinoides Cham. & Schltdl. (1828)
- Galium cracoviense Ehrend., Österr. Akad. Wiss., Math.-Naturwiss. Kl., Sitzungsber., Abt. 1 (1960)
- Galium crassifolium W.C.Chen (1990)
- Galium craticulatum R.R.Mill (1996)
- Galium crespianum Rodr. (1879)
- Galium cryptanthum Hemsl. (1884)
- Galium curvihirtum Ehrend. & McGill. (1983)
- Galium cuspidulatum Miq. (1857)
- Galium cyllenium Boiss. & Heldr. (1856)
- Galium czerepanovii Pobed. (1958)
- Galium dahuricum Turcz. ex Ledeb. (1844)
- Galium davisii Ehrend. (1958)
- Galium debile Desv. (1818)
- Galium decorum Krendl (1986-1987 publ. 1987)
- Galium decumbens (Ehrend.) Ehrend. & Schönb.-Tem. (1991)
- Galium degenii Bald. ex Degen (1895)
- Galium deistelii K.Krause (1909)
- Galium delicatulum Boiss. & Hohen. (1849)
- Galium demissum Boiss. (1843)
- Galium dempsterae B.L.Turner (1983)
- Galium densum Hook.f. (1847)
- Galium denticulatum Bartl. ex DC. (1830)
- Galium desereticum Dempster & Ehrend. (1965)
- Galium diabolense Dempster (1973)
- Galium dieckii Bornm. (1907)
- Galium diffusoramosum Dempster & Ehrend. (1981)
- Galium × digeneum A.Kern. (1876)
- Galium diphyllum (K.Schum.) Dempster (1982)
- Galium diploprion Boiss. & Hohen. (1849)
- Galium divaricatum Pourr. ex Lam. (1788)
- Galium domingense Iltis (1957)
- Galium dumosum Boiss. (1843)
- Galium duthiei R.Bhattacharjee (2006)
- Galium echinocarpum Hayata (1911)
- Galium ecuadoricum Dempster (1980)
- Galium × effulgens Beck (1893)
- Galium ehrenbergii Boiss. (1875)
- Galium elbursense Bornm. & Gauba (1940)
- Galium elegans Wall. ex Roxb. (1820)
- Galium elongatum C.Presl (1822)
- Galium emeryense Dempster & Ehrend. (1977 publ. 1978)
- Galium ephedroides Willk. (1852)
- Galium equisetoides (Cham. & Schltdl.) Standl., Publ. Field Mus. Nat. Hist. (1936)
- Galium ericoides Lam. (1786)
- Galium eriocarpum Bartl. ex DC. (1830)
- Galium eruptivum Krendl, Ann. Naturhist. Mus. Wien (2003)
- Galium erythrorrhizon Boiss. & Reut. (1852)
- Galium espiniacicum Dempster (1990)
- Galium estebanii Sennen (1936)
- Galium exaltatum Krendl (1986-1987 publ. 1987)
- Galium exile Hook.f. (1881)
- Galium exstipulatum P.H.Davis (1949)
- Galium exsurgens Ehrend. & Schönb.-Tem. (1979)
- Galium extensum Krendl (1986-1987 publ. 1987)
- Galium falconeri R.Bhattacharjee (2006)
- Galium fendleri A.Gray (1849)
- Galium ferrugineum K.Krause (1908)
- Galium festivum Krendl (1978 publ. 1979)
- Galium × fictum E.G.Camus (1903)
- Galium filipes Rydb. (1917)
- Galium firmum Tausch (1831)
- Galium fissurense Ehrend. & Schönb.-Tem. (1979)
- Galium fistulosum Sommier & Levier (1894)
- Galium flavescens Borbás ex Simonk. (1884)
- Galium flaviflorum (Trautv.) Mikheev (1992)
- Galium floribundum Sm. (1806)
- Galium foliosum Munby ex Burnat & Barbey (1882)
- Galium fontanesianum Pomel (1874)
- Galium formosense Ohwi (1934)
- Galium forrestii Diels (1912)
- Galium fosbergii Dempster (1988)
- Galium friedrichii N.Torres & al. (2001)
- Galium fruticosum Willd. (1798)
- Galium fuegianum Hook.f. (1846)
- Galium fuscum M.Martens & Galeotti (1844)
- Galium galapagoense Wiggins (1970)
- Galium galiopsis (Hand.-Mazz.) Ehrend. (1958)
- Galium gaudichaudii DC. (1830)
- Galium geminiflorum Lowe (1838)
- Galium ghilanicum Stapf, Denkschr. Kaiserl. Akad. Wiss. (1885)
- Galium gilliesii Hook. & Arn. (1833)
- Galium glaberrimum Hemsl. (1878)
- Galium glabrescens (Ehrend.) Dempster & Ehrend. (1965)
- Galium glabriusculum Ehrend. (2011)
- Galium glaciale K.Krause (1909)
- Galium glandulosum Hand.-Mazz. (1936)
- Galium glaucophyllum Em.Schmid (1933)
- Galium glaucum L. (1753)
- Galium globuliferum Hub.-Mor. & Reese (1945)
- Galium gracilicaule Bacigalupo & Ehrend. (1973)
- Galium graecum L. (1767)
- Galium grande McClatchie (1894)
- Galium grayanum Ehrend. (1956)
- Galium guadalupense (Spreng.) ined..
- Galium gymnopetalum Ehrend. & Schönb.-Tem. (1987)
- Galium hainesii Schönb.-Tem. (1977)
- Galium hallii Munz & I.M.Johnst. (1922 publ. 1923)
- Galium hardhamae Dempster (1962)
- Galium hatschbachii Dempster (1990)
- Galium haussknechtii Ehrend. (1958)
- Galium heldreichii Halácsy (1897)
- Galium hellenicum Krendl (1986-1987 publ. 1987)
- Galium hexanarium Knjaz. (2003)
- Galium hierochuntinum Bornm.
- Galium hierosolymitanum L. (1756)
- Galium hilendiae Dempster & Ehrend. (1965)
- Galium × himmelbaurianum (Ronniger) Soó (1966)
- Galium hintoniorum B.L.Turner (1996)
- Galium hirtiflorum Req. ex DC. (1830)
- Galium hirtum Lam. (1786)
- Galium hoffmeisteri (Klotzsch) Ehrend. & Schönb.-Tem. ex R.R.Mill (1996)
- Galium homblei De Wild. (1914)
- Galium huancavelicum Dempster (1981)
- Galium huber-morathii Ehrend. & Schönb.-Tem. (1979)
- Galium humifusum M.Bieb. (1808)
- Galium humile Cham. & Schltdl. (1828)
- Galium × hungaricum A.Kern. (1876)
- Galium hupehense Pamp. (1910)
- Galium × huteri A.Kern. (1876)
- Galium hypocarpium (L.) Endl. ex Griseb. (1861)
- Galium hypotrichium A.Gray (1865)
- Galium hypoxylon Ehrend. & Schönb.-Tem. (1979)
- Galium hyrcanicum C.A.Mey. (1831)
- Galium hystricocarpum Greenm. (1898)
- Galium idubedae (Pau & Debeaux) Pau ex Ehrend., Österr. Akad. Wiss., Math.-Naturwiss. Kl., Sitzungsber., Abt. 1 (1960)
- Galium iltisii Dempster (1978)
- Galium incanum Sm. (1806)
- Galium inconspicuum Phil. (1864)
- Galium incrassatum Halácsy (1901)
- Galium incurvum Sibth. & Sm. (1806)
- Galium innocuum Miq. (1857)
- Galium insulare Krendl (1986-1987 publ. 1987)
- Galium intermedium Schult. (1809)
- Galium intricatum Margot & Reut. (1839)
- Galium ionicum Krendl, Ann. Naturhist. Mus. Wien (2007)
- Galium iranicum Hausskn. ex Bornm. (1906)
- Galium irinae Pachom. (1987)
- Galium isauricum Ehrend. & Schönb.-Tem. (1979)
- Galium × jansenii Kloos (1930)
- Galium japonicum Makino (1895)
- Galium × jarynae Wol. (1887)
- Galium javalambrense López Udias, Mateo & M.B.Crespo (2004)
- Galium javanicum Blume (1826)
- Galium jemense Kotschy, Sitzungsber. Kaiserl. Akad. Wiss., Math.-Naturwiss. Cl., Abt. 1 (1866)
- Galium jepsonii Hilend & J.T.Howell (1934)
- Galium johnstonii Dempster & Stebbins (1971)
- Galium jolyi Batt. (1919)
- Galium judaicum Boiss. (1849)
- Galium jungermannioides Boiss. (1843)
- Galium junghuhnianum Miq. (1857)
- Galium juniperinum Standl., Publ. Field Mus. Nat. Hist. (1940)
- Galium kaganense R.Bhattacharjee (2006)
- Galium kahelianum Deflers (1889)
- Galium kamtschaticum Steller ex Schult. (1827)
- Galium karakulense Pobed. (1958)
- Galium karataviense (Pavlov) Pobed. (1970 publ. 1971)
- Galium kasachstanicum Pachom. (1987)
- Galium kenyanum Verdc. (1973 publ. 1974)
- Galium kerneri Degen & Dörfl., Denkschr. Kaiserl. Akad. Wiss. (1897)
- Galium khorasanense Griff. (1854)
- Galium kikumuyura Ohwi (1937)
- Galium killipii Dempster & Ehrend. (1980)
- Galium kinuta Nakai & H.Hara (1933)
- Galium kitaibelianum Schult. (1827)
- Galium × kondratjukii Ostapko (1993)
- Galium kuetzingii Boiss. & Buhse (1860)
- Galium kunmingense Ehrend. (2010)
- Galium kurdicum Boiss. & Hohen. (1843)
- Galium labradoricum (Wiegand) Wiegand (1904)
- Galium laconicum Boiss. & Heldr. (1846)
- Galium lacrimiforme Dempster (1975)
- Galium laevigatum L. (1763)
- Galium lahulense Ehrend. & Schönb.-Tem. (1987)
- Galium lanceolatum (Torr. & A.Gray) Torr. (1824)
- Galium lanuginosum Lam. (1792)
- Galium × lanulosum Ostapko (1993)
- Galium lasiocarpum Boiss. (1843)
- Galium latifolium Michx. (1803)
- Galium latoramosum Clos (1848)
- Galium leiocarpum I.Thomps. (2009)
- Galium leptogonium I.Thomps. (2009)
- Galium leptum Phil. (1894)
- Galium libanoticum Ehrend., Ark. Bot., n.s. (1960)
- Galium lilloi Hicken (1924)
- Galium × lindbergii Giraudias (1905)
- Galium linearifolium Turcz. (1837)
- Galium liratum N.A.Wakef. (1955)
- Galium litorale Guss. (1827)
- Galium lovcense Urum. (1899)
- Galium lucidum All. (1773)
- Galium macedonicum Krendl (1986-1987 publ. 1987)
- Galium magellanicum Hook.f. (1846)
- Galium magellense Ten. (1832)
- Galium magnifolium (Dempster) Dempster (1959)
- Galium mahadivense G.Singh (1976)
- Galium malickyi Krendl (1986-1987 publ. 1987)
- Galium mandonii Britton (1891)
- Galium maneauense P.Royen (1983)
- Galium marchandii Roem. & Schult. (1818)
- Galium margaceum Ehrend. & Schönb.-Tem. (1979)
- Galium margaritaceum A.Kern. (1870)
- Galium maritimum L. (1767)
- Galium martirense Dempster & Stebbins (1965)
- Galium masafueranum Skottsb. (1922)
- Galium matthewsii A.Gray (1883)
- Galium maximowiczii (Kom.) Pobed. (1970 publ. 1971)
- Galium mechudoense Dempster (1978)
- Galium megacyttarion R.R.Mill (1996)
- Galium megalanthum Boiss. (1846)
- Galium megalospermum All. (1773)
- Galium megapotamicum Spreng. (1827)
- Galium melanantherum Boiss. (1846)
- Galium meliodorum (Beck) Fritsch, Excursionsfl. Oesterreich (1909)
- Galium membranaceum Ehrend. (1948)
- Galium mexicanum Kunth (1818)
- Galium microchiasma Gilli (1979 publ. 1980)
- Galium microlobum I.Thomps. (2009)
- Galium microphyllum A.Gray (1852)
- Galium migrans Ehrend. & McGill. (1983)
- Galium minutissimum T.Shimizu, J. Fac. Textile Sci. Technol. Shinsu Univ. (1963)
- Galium minutulum Jord. (1846)
- Galium mirum Rech.f. (1939)
- Galium mite Boiss. & Hohen. (1843)
- Galium moldavicum (Dobrocz.) Franco (1975)
- Galium mollugo L. (1753)
- Galium monachinii Boiss. & Heldr. (1849)
- Galium monasterium Krendl (1986-1987 publ. 1987)
- Galium monticolum Sond. (1865)
- Galium montis-arerae Merxm. & Ehrend. (1957)
- Galium moralesianum Ortega Oliv. & Devesa (2003)
- Galium moranii Dempster (1970)
- Galium morii Hayata (1918)
- Galium mucroniferum Sond. (1865)
- Galium muelleri (K.Schum.) Dempster (1990)
- Galium multiflorum Kellogg (1863)
- Galium munzii Hilend & J.T.Howell (1934)
- Galium murale (L.) All. (1773)
- Galium murbeckii Maire (1921)
- Galium muricatum W.Wight (1900)
- Galium × mutabile Besser (1821)
- Galium nabelekii Ehrend. & Schönb.-Tem. (1977)
- Galium nakaii Kudô (1933)
- Galium nankotaizanum Ohwi (1934)
- Galium × neglectum Le Gall ex Gren. & Godr. (1850)
- Galium nepalense Ehrend. & Schönb.-Tem. (1987)
- Galium nevadense Boiss. & Reut. (1856)
- Galium nigdeense Y?ld. (2010)
- Galium nigricans Boiss. (1843)
- Galium nigroramosum (Ehrend.) Dempster (1990)
- Galium nolitangere Ball (1873)
- Galium noricum Ehrend. (1953)
- Galium normanii Dahl, Skr. Vidensk.-Selsk. Christiana (1914 publ. 1915)
- Galium novoguineense Diels (1929)
- Galium noxium (A.St.-Hil.) Dempster (1990)
- Galium numidicum Pomel (1875)
- Galium nupercreatum Popov (1927)
- Galium nuttallii A.Gray (1852)
- Galium obliquum Vill. (1779)
- Galium obovatum Kunth (1819)
- Galium obtusum Bigelow, Fl. Boston. (1824)
- Galium octonarium (Klokov) Pobed. (1970 publ. 1971)
- Galium odoratum (L.) Scop., Fl. Carniol., ed. 2 (1771)
- Galium oelandicum Ehrend., Österr. Akad. Wiss., Math.-Naturwiss. Kl., Sitzungsber., Abt. 1 (1960)
- Galium olgae Klokov (1974)
- Galium olivetorum Le Houér (1960)
- Galium olympicum Boiss. (1843)
- Galium ophiolithicum Krendl (1986-1987 publ. 1987)
- Galium oreganum Britton (1894)
- Galium oreophilum Krendl (1986-1987 publ. 1987)
- Galium oresbium Greenm. (1898)
- Galium orizabense Hemsl. (1878)
- Galium oshtenicum Ehrend. & Schanzer ex Mikheev (1992)
- Galium ossirwaense K.Krause (1909)
- Galium ostenianum (Standl.) Dempster (1990)
- Galium ovalleanum Phil. (1894)
- Galium pabulosum Sommier & Levier (1894)
- Galium palaeoitalicum Ehrend. (1974)
- Galium palustre L. (1753)
- Galium pamiroalaicum Pobed. (1958)
- Galium pamphylicum Boiss. & Heldr. (1849)
- Galium paniculatum (Bunge) Pobed. (1970 publ. 1971)
- Galium papilliferum Ehrend. & Schönb.-Tem. (1979)
- Galium papillosum Lapeyr. (1813)
- Galium papuanum Wernham, Trans. Linn. Soc. London (1916)
- Galium paradoxum Maxim. (1874)
- Galium parishii Hilend & J.T.Howell (1934)
- Galium parisiense L. (1753)
- Galium parvulum Hub.-Mor. ex Ehrend. & Schönb.-Tem. (1979)
- Galium paschale Forssk. (1775)
- Galium pastorale Krendl (1986-1987 publ. 1987)
- Galium patzkeanum G.H.Loos (2010)
- Galium peloponnesiacum Ehrend. & Krendl (1974)
- Galium penduliflorum Boiss. (1843)
- Galium pendulum Greenm. (1905)
- Galium penicillatum Boiss. (1849)
- Galium pennellii Dempster (1978)
- Galium peplidifolium Boiss. (1843)
- Galium perralderi Coss. (1862)
- Galium peruvianum Dempster & Ehrend. (1981)
- Galium pestalozzae Boiss. (1849)
- Galium petrae Oliv. ex Hart (1885)
- Galium philippianum Dempster (1980)
- Galium philippinense Merr. (1906)
- Galium philistaeum Boiss. (1849)
- Galium pilosum Aiton (1789)
- Galium pisiferum Boiss. (1849)
- Galium pisoderium Krendl (1986-1987 publ. 1987)
- Galium platygalium (Maxim.) Pobed. (1970 publ. 1971)
- Galium plumosum Rusby (1893)
- Galium poiretianum Ball, J. Linn. Soc. (1878)
- Galium pojarkovae Pobed. (1958)
- Galium polyacanthum (Baker) Puff (1982)
- Galium polyanthum I.Thomps. (2009)
- Galium × pomeranicum Retz., Fl. Scand. Prodr. (1795)
- Galium porrigens Dempster (1974)
- Galium praemontanum Mardal. (1985)
- Galium praetermissum Greenm. (1897)
- Galium × pralognense Beauverd (1927 publ. 1928)
- Galium prattii Cufod. (1940)
- Galium pringlei Greenm. (1898)
- Galium problematicum (Ehrend.) Ehrend. & Schönb.-Tem. (1991)
- Galium procurrens Ehrend. (1975)
- Galium productum Lowe (1833)
- Galium × prolazense Nyár. (1935)
- Galium proliferum A.Gray (1853)
- Galium propinquum A.Cunn. (1839)
- Galium pruinosum Boiss. (1838)
- Galium pseudoaristatum Schur (1866)
- Galium × pseudoboreale Klokov (1961)
- Galium pseudocapitatum Hub.-Mor. ex Ehrend. & Schönb.-Tem. (1979)
- Galium pseudohelveticum Ehrend., Österr. Akad. Wiss., Math.-Naturwiss. Kl., Sitzungsber., Abt. 1 (1960)
- Galium pseudokurdicum (Ehrend.) Schönb.-Tem. (1977)
- Galium pseudorivale Tzvelev (1981)
- Galium pseudotriflorum Dempster & Ehrend. (1981)
- Galium psilocladum Ehrend. (2005)
- Galium pterocarpum Ehrend. (1958)
- Galium pulvinatum Boiss. (1838)
- Galium pumilio Standl., Publ. Field Mus. Nat. Hist. (1929)
- Galium pumilum Murray (1770)
- Galium pusillosetosum H.Hara (1976)
- Galium pusillum L. (1753)
- Galium pyrenaicum Gouan (1773)
- Galium qaradaghense Schönb.-Tem. (1977)
- Galium × querceticola Wol., Exsicc. (Fl. Polon.): 952.
- Galium quichense Dempster (1973)
- Galium radulifolium Ehrend. & Schönb.-Tem. (1979)
- Galium ramboi Dempster (1990)
- Galium rebae R.R.Mill (1996)
- Galium reiseri Halácsy (1895)
- Galium × retzii Bouchard (1951)
- Galium rhodopeum Velen., Sitzungsber. Königl. Böhm. Ges. Wiss. (1892)
- Galium richardianum (Gillies ex Hook. & Arn.) Endl. ex Walp. (1843)
- Galium rigidifolium Krendl (1986-1987 publ. 1987)
- Galium rivale (Sibth. & Sm.) Griseb. (1844)
- Galium roddii Ehrend. & McGill. (1983)
- Galium rosellum (Boiss.) Boiss. & Reut. (1852)
- Galium rotundifolium L. (1753)
- Galium rourkei Puff (1983)
- Galium rubidiflorum Dempster (1990)
- Galium rubioides L. (1753)
- Galium rubrum L. (1753)
- Galium runcinatum Ehrend. & Schönb.-Tem. (1979)
- Galium rupifragum Ehrend. (2010)
- Galium ruwenzoriense (Cortesi) Ehrend. (1957)
- Galium rzedowskii Dempster (1975)
- Galium sacrorum Krendl (1986-1987 publ. 1987)
- Galium saipalense Ehrend. & Schönb.-Tem. (1987)
- Galium salsugineum Krylov & Serg. (1936)
- Galium salwinense Hand.-Mazz. (1936)
- Galium samium Krendl (1986-1987 publ. 1987)
- Galium samuelssonii Ehrend. (1958)
- Galium saturejifolium Trevir. (1815)
- Galium saurense Litv. (1910)
- Galium saxatile L. (1753)
- Galium saxosum (Chaix) Breistr. (25 Febr. 1948)
- Galium scabrelloides Puff (1978)
- Galium scabrellum K.Schum. (1899)
- Galium scabrifolium (Boiss.) Hausskn., Mitth. Thüring. Bot. Vereins, n.f. (1893)
- Galium scabrum L. (1753)
- Galium schlumbergeri Boiss. (1875)
- Galium × schmidelyi Chenevard & W.Wolf (1903)
- Galium schmidii Arrigoni (1972 publ. 1973)
- Galium × schneebergense Ronniger (1922)
- Galium schoenbeck-temesyae Ehrend. (2005)
- Galium scioanum Chiov. (1911)
- Galium scopulorum Schönb.-Tem. (1979)
- Galium seatonii Greenm. (1898)
- Galium sellowianum (Cham.) Walp. (1843)
- Galium semiamictum Klokov (1961)
- Galium serpenticum Dempster (1959)
- Galium serpylloides Royle ex Hook.f. (1881)
- Galium setaceum Lam. (1788)
- Galium setuliferum Ehrend. & Schönb.-Tem. (1979)
- Galium shanense R.Bhattacharjee (2006)
- Galium shepardii Post (1896)
- Galium shepherdii Jung-Mend. (2003)
- Galium sichuanense Ehrend. (2010)
- Galium sidamense Chiov. ex Chiarugi (1951)
- Galium sieheanum Ehrend. (1958)
- Galium simense Fresen. (1837)
- Galium similii Pavlov (1951)
- Galium sinaicum (Delile ex Decne.) Boiss. (1875)
- Galium smithreitzii Dempster (1990)
- Galium sojakii Ehrend. & Schönb.-Tem. (1991)
- Galium songaricum Schrenk (1841)
- Galium sorgerae Ehrend. & Schönb.-Tem. (1979)
- Galium sparsiflorum W.Wight (1900)
- Galium spathulatum I.Thomps. (2009)
- Galium speciosum Krendl (1986-1987 publ. 1987)
- Galium sphagnophilum (Greenm.) Dempster (1973)
- Galium spurium L. (1753)
- Galium stebbinsii ined..
- Galium stellatum Kellogg (1863)
- Galium stenophyllum Baker (1895)
- Galium stepparum Ehrend. & Schönb.-Tem. (1979)
- Galium sterneri Ehrend., Österr. Akad. Wiss., Math.-Naturwiss. Kl., Sitzungsber., Abt. 1 (1960)
- Galium subfalcatum Nazim. & Ehrend. (1987)
- Galium subnemorale Klokov & Zaver. (1974)
- Galium subtrifidum Reinw. ex Blume (1826)
- Galium subtrinervium Ehrend. & Schönb.-Tem. (2005)
- Galium subuliferum Sommier & Levier (1892)
- Galium subvelutinum (DC.) K.Koch (1851)
- Galium subvillosum Sond. (1865)
- Galium sudeticum Tausch (1835)
- Galium suecicum (Sterner) Ehrend., Österr. Akad. Wiss., Math.-Naturwiss. Kl., Sitzungsber., Abt. 1 (1960)
- Galium suffruticosum Hook. & Arn. (1833)
- Galium sungpanense Cufod. (1940)
- Galium surinamense Dempster (1982)
- Galium sylvaticum L. (1762)
- Galium taiwanense Masam. (1939)
- Galium takasagomontanum Masam. (1936)
- Galium talaveranum Ortega Oliv. & Devesa (2003)
- Galium tanganyikense Ehrend. & Verdc. (1973 publ. 1974)
- Galium tarokoense Hayata (1918)
- Galium taygeteum Krendl (1986-1987 publ. 1987)
- Galium tendae Rchb.f. (1855)
- Galium tenuissimum M.Bieb. (1808)
- Galium tenuissimum f. tenuissimum
- Galium tenuissimum f. trichophorum (Kar. & Kir.) Ehrend. & Schönb.-Tem. (2005)
- Galium terrae-reginae Ehrend. & McGill. (1983)
- Galium tetraphyllum Nazim. & Ehrend. (1987)
- Galium texense A.Gray (1883)
- Galium thasium Stoj. & Kitanov (1946)
- Galium thiebautii Ehrend., Ark. Bot., n.s. (1960)
- Galium thracicum Krendl (1986-1987 publ. 1987)
- Galium thunbergianum Eckl. & Zeyh. (1837)
- Galium thymifolium Boiss. & Heldr. (1846)
- Galium tianschanicum Popov, Byull. Moskovsk. Obshch. Isp. Prir., Otd. Biol., n.s. (1938)
- Galium timeroyi Jord. (1846)
- Galium tinctorium L. (1753)
- Galium tmoleum Boiss. (1843)
- Galium tokyoense Makino (1903)
- Galium tolosianum Boiss. & Kotschy (1875)
- Galium tomentosum Thunb. (1813)
- Galium tortumense Ehrend. & Schönb.-Tem. (1979)
- Galium transcarpaticum Stojko & Tasenk. (1979)
- Galium trichocarpum DC. (1830)
- Galium tricornutum Dandy (1957)
- Galium trifidum L. (1753)
- Galium trifloriforme Kom. (1901)
- Galium triflorum Michx. (1803)
- Galium trilobum Colenso (1888)
- Galium trinioides Pomel (1874)
- Galium trojanum Ehrend. (1958)
- Galium truniacum (Ronniger) Ronniger (1913)
- Galium tubiflorum Ehrend. (1958)
- Galium tuncelianum Y?ld. (2010)
- Galium tunetanum Lam. (1788)
- Galium turgaicum Knjaz. (2003)
- Galium turkestanicum Pobed. (1958)
- Galium tyraicum Klokov (1961)
- Galium uliginosum L. (1753)
- Galium uncinulatum DC. (1830)
- Galium undulatum Puff (1978)
- Galium uniflorum Michx. (1803)
- Galium uruguayense Bacigalupo (1975)
- Galium valantioides M.Bieb. (1808)
- Galium valdepilosum Heinr.Braun (1886)
- Galium valentinum Lange (1881)
- Galium vartanii Grossh., Trans. Geo-Bot. Invest. Pasture-lands, Azerbaijan (1929)
- Galium vassilczenkoi Pobed. (1958)
- Galium velenovskyi Ancev (1975)
- Galium verrucosum Huds. (1767)
- Galium verticillatum Danthoine ex Lam. (1788)
- Galium verum L. (1753)
- Galium × viciosorum Sennen & Pau (1914)
- Galium vile (Cham. & Schltdl.) Dempster (1990)
- Galium violaceum Krendl (1986-1987 publ. 1987)
- Galium virgatum Nutt. (1841)
- Galium viridiflorum Boiss. & Reut. (1852)
- Galium viscosum Vahl (1791)
- Galium volcanense Dempster (1973)
- Galium volhynicum Pobed. (1970 publ. 1971)
- Galium watsonii (A.Gray) A.Heller (1898)
- Galium weberbaueri K.Krause (1908)
- Galium wendelboi Ehrend. & Schönb.-Tem. (1991)
- Galium werdermannii Standl., Publ. Field Mus. Nat. Hist. (1931)
- Galium wigginsii Dempster (1970)
- Galium wrightii A.Gray (1852)
- Galium xeroticum (Klokov) Pobed. (1970 publ. 1971)
- Galium xylorrhizum Boiss. & A.Huet (1856)
- Galium yunnanense H.Hara & C.Y.Wu (1986)
- Galium zabense Ehrend. (1979)

## Calendrier
Le 24e jour du mois de prairial du calendrier républicain/ révolutionnaire français est officiellement dénommé jour du caille-lait, généralement chaque 12 juin du calendrier grégorien.